# 安芷生
安芷生（1941年2月25日—），江苏南京人，祖籍安徽六安，地质学家，中国科学院院士，主要研究领域包括黄土、第四纪地质与全球变化等。

## 生平
安芷生1962年毕业于南京大学地质系。1966年毕业于中国科学院地质研究所、地球化学研究所。此后在中国科学院贵阳地球化学研究所工作。1985年起任职于中国科学院西安黄土与第四纪地质研究室。1991年当选中国科学院院士。1995年出任黄土与第四纪地质国家重点实验室主任、中国科学院西安分院院长。1999年起任中国科学院地球环境研究所所长。2000年成为第三世界科学院院士。2016年5月，当选美国国家科学院外籍院士。

## 荣誉
他还是国际第四纪研究联合会（INQUA）副主席、国际地圈生物圈计划（IGBP）副主席、中国第四纪研究委员会副主任，获得过国家自然科学二等奖（1991年）、李四光地质科学奖（1992年）、何梁何利基金科学与技术进步奖（2001年）、陈嘉庚科学奖（2008年）等奖项。